# Johann Wehrli & Co.
Die Johann Wehrli & Co. AG war eine Zürcher Kleinbank, welche im November 1920 gegründet wurde.

## Geschichte
Die Johann Wehrli & Co. AG entstand 1920 unter maßgeblicher deutscher Beteiligung.
Die Johann Wehrli & Co. AG war neben der Banco Aleman Transatlantico (welche sich nun Banco Comercial Transatlantico nennt) und der Banco Germanico de la America del Sur, S.A., einem Tochterunternehmen der Deutschen Bank, die Bank mit welcher die Regierung des Deutschen Reichs in der Zeit des Nationalsozialismus den Devisentransfer abwickelte.
Die Geschäftsführer der Bank waren Carl Kessler und Max Reutter. Zusammen mit Otto Bemberg gründete die Johann Wehrli & Co. 1939 die
Securitas SA, die Stella SA und die San Juan SA. in Argentinien.
1943 sollte Allen Welsh Dulles untersuchen, ob Sanktionen gegen die Bank möglich sind.
Februar 1945: Wehrli & Co. transferierte Geld für Joachim von Ribbentrop und verhandelte eine Ansiedlung für Fritz Mandl (Industrieller) mit dem Österreichischen Staat.
Johann Wehrli & Cie. AG wurde nachgesagt, Anfang 1945 eine Schlüsselstellung in der Verschiebung von Kapital nach Übersee gehabt zu haben. Nach abgeschlossenen Untersuchungen der Amerikaner und Briten gegen das Bankhaus konnte die vermutete bedeutende Rolle der Bank bei den deutschen Vermögensverschiebungen allerdings nicht belegt werden.